# AlphaBay
AlphaBay és un mercat de la web fosca que funciona tant com a servei ocult a la xarxa Tor com a node a I2P. Després de tancar el juliol de 2017 després d'una acció policial als Estats Units, Canadà i Tailàndia com a part de l'operació Bayonet, va ser rellançat l'agost de 2021 pel cofundador i administrador de seguretat DeSnake. El suposat fundador original, Alexandre Cazes, un ciutadà canadenc nascut el 19 d'octubre de 1991, va ser trobat mort a la seva cel·la a Tailàndia diversos dies després de la seva detenció, amb la policia sospitant de suïcidi.

## Història
AlphaBay es va llançar el setembre de 2014, prellançat el novembre de 2014 i oficialment llançat el 22 de desembre de 2014. Va experimentar un creixement constant, amb 14.000 usuaris nous en els primers noranta dies de funcionament. El lloc web d'informadors de darknet Gwern.net va col·locar AlphaBay Market al primer nivell dels mercats pel que fa a la probabilitat de supervivència de sis mesos i havia demostrat tenir èxit. L'octubre de 2015, va ser reconegut com el mercat fosc en línia més gran segons Dan Palumbo, director d'investigació de Digital Citizens Alliance.
Els serveis no estàndard d'aquest mercat incloïen contractes digitals personalitzables per crear reputacions.
El maig de 2015, el lloc va anunciar un sistema integrat de contractes digitals i de custòdia. El sistema de contracte permet als usuaris contractar compromisos i acceptar préstecs de serveis en el futur, d'acord amb els termes del contracte.
L'octubre de 2015, AlphaBay tenia més de 200.000 usuaris.
En el moment de la seva desaparició el juliol de 2017, AlphaBay tenia més de 400.000 usuaris.
AlphaBay destaca en el món dels mercats de darknet per acceptar una altra criptomoneda a més de bitcoin; el suport per a Monero, suposadament més anònima, i que la va implementar a finals d'agost de 2016.

## Crisis de seguretat del lloc web
L'abril de 2016, l'API d'AlphaBay es va veure compromesa cosa que va provocar el robatori de 13.000 missatges. El gener de 2017, l'API es va tornar a comprometre, i va permetre filtrar més de 200.000 missatges privats dels darrers trenta dies i una llista de noms d'usuari. L'atac va ser d'un sol pirata informàtic a qui AlphaBay va pagar per resoldre el cas. AlphaBay va informar que l'explotació només s'havia utilitzat conjuntament amb aquest atac i no s'havia utilitzat anteriorment.

## Cobertura de notícies
El 28 de març de 2015, AlphaBay Market va ser notícia per vendre comptes d'Uber robats. Uber va fer una declaració sobre una possible violació de dades:
"Hem investigat i no hem trobat cap indici d'incompliment. Intentar accedir o vendre comptes de manera fraudulenta és il·legal i vam notificar aquest informe a les autoritats. Aquesta és una bona oportunitat per recordar a la gent que utilitzi noms d'usuari i contrasenyes forts i únics i per evitar reutilitzar les mateixes credencials a diversos llocs i serveis".
L'octubre de 2015, l'empresa de telecomunicacions TalkTalk, amb seu a Londres, va patir un pirateig important. Les dades robades es van posar a la venda al mercat AlphaBay, cosa que va provocar la detenció d'un noi de quinze anys. Dido Harding, CEO de TalkTalk, va emetre la següent declaració:
"TalkTalk constantment actualitza els seus sistemes per fer segurs són tan segurs tan possible en contra el ràpidament evolucionant amenaça de cibercrim, impactant un acreixent número d'individus i organitzacions. Duem qualsevol amenaça a la seguretat de les dades dels nostres clients summament seriosament i estem duent tots els passos necessaris per entendre el que ha passat aquí."
L'agost de 2017, AlphaBay es va revelar com un possible lloc on un dels autors de les amenaces de bomba del 2017 al Centre comunitari jueu podria haver venut un "Servei d'amenaça de bomba per correu electrònic de l'escola". Aquest individu, Michael Kadar, va fer 245 trucades amenaçadores a escoles i centres comunitaris. El criminòleg David Decary-Hetu va assenyalar que aquest esdeveniment era destacat per ser el primer exemple de venda de serveis criminals en un mercat fosc. Dient: "Tots els casos dels quals he sentit parlar fins ara van resultar ser cossos de seguretat que intentaven trobar persones d'interès", fent que aquest cas sigui únic en la seva experiència fins a aquest punt.

## Atac i tancament
El juliol de 2017, AlphaBay tenia deu vegades la mida del seu predecessor Silk Road (que va ser trencat l'octubre de 2013), tenia més de 369.000 fitxes, 400.000 usuaris, facilitava entre 600.000 i 800.000 dòlars per transaccions al dia, i, segons els informes, s'havia construït una forta reputació. Tanmateix, una sèrie d'errors elementals de seguretat operativa conduïren a la seva caiguda:

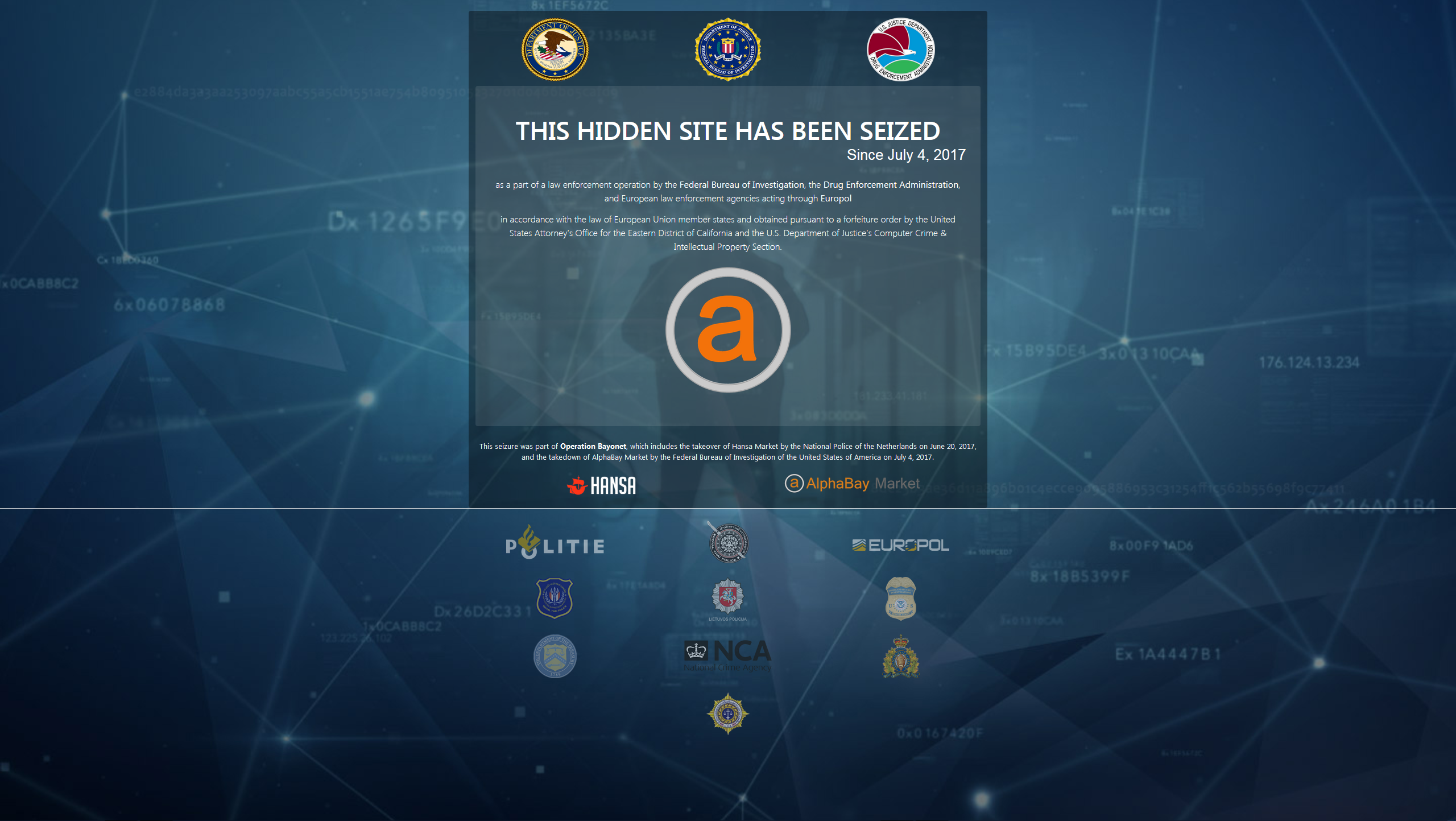
Avís deixat al servei ocult Tor després de tancar AlphaBay

- Quan el servei va començar per primera vegada el desembre de 2014, Cazes va utilitzar la seva adreça de Hotmail pimp_alex_91@hotmail.com com a adreça "remitent" als correus electrònics de benvinguda i restabliment de la contrasenya generats pel sistema, que també va utilitzar per al seu perfil de LinkedIn i el seu negoci legítim de reparació d'ordinadors al Canadà.[4]
- Cazes va usar un pseudònim, Alpha02, per executar el lloc que havia fet servir anteriorment (per exemple en fòrums venda de targetes i tecnologia) des d'almenys l'any 2008, i va anunciar aquesta identitat de diverses maneres com a "dissenyador", "administrador" i "propietari" del lloc web.[4][26]
- Quan Cazes va ser arrestat, es va iniciar sessió al seu ordinador portàtil fent un reinici d'usuari administrador en un servidor AlphaBay en resposta directa a una fallada del sistema artificial creada per les forces de l'ordre; a més, el xifratge estava totalment absent en aquest ordinador portàtil.[4][27]
- Segons els informes, l'ordinador portàtil de Cazes contenia una declaració de valor net personal no xifrada que mapava tots els actius globals en diverses jurisdiccions, la qual cosa va portar convenientment la policia a completar la confiscació d'actius.[4]
- Els servidors estaven allotjats en una empresa del Canadà directament vinculada a la seva persona.[4]
- Els servidors contenien diverses carteres de criptomoneda en actiu constantment obertes (sense xifrar).[4]
- L'ús explícit de Cazes dels ingressos per comprar propietats, passaports i cotxes de luxe i la presumpció freqüent en línia dels seus èxits financers, inclosa la publicació de vídeos d'ell mateix conduint cotxes de luxe adquirits amb ingressos il·legals, no només va revelar la seva ubicació geogràfica, sinó que per força va fer impossible que negués la seva connexió personal amb el servei.[4]
- Els actius adquirits a través dels ingressos es mantenien en una varietat de comptes directament vinculats a Cazes, la seva dona i empreses que posseïen a Tailàndia (la mateixa jurisdicció on vivien), així com comptes personals directament a Liechtenstein, Xipre, Suïssa i Antigua i Barbuda.[4]
- Les declaracions de Cazes sobre l'objectiu del lloc — "llançat el setembre de 2014 i el seu objectiu és convertir-se en el mercat més gran d'inframon a l'estil eBay" — van ajudar a establir legalment la intenció.[4]

### Cronologia
Les forces de la llei van trigar almenys un mes a obtenir una ordre dels EUA, després de més d'un mes a obtenir ordres estrangeres, preparar i executar escorcolls i confiscacions al Canadà i Tailàndia:
- Principis de maig de 2017: l'aplicació de la llei està activament verificable al lloc des d'almenys aquest període.[4]
- 1 de juny de 2017: ordre emesa pel Tribunal de Districte dels Estats Units per al districte oriental de Califòrnia per extorsió, tràfic d'estupefaents, robatori d'identitat i frau de dispositius d'accés, transferència d'identitat falsa, tràfic d'equips per a fabricació de dispositius il·legals i conspiració per cometre blanqueig de diners.[4]
- 30 de juny de 2017: s'emet una ordre d'arrest de Cazes a Tailàndia a petició dels EUA.[28][29]
- 5 de juliol de 2017
  - La policia canadenca va actuar a EBX Technologies a Mont-real, l'empresa canadenca de Cazes i la ubicació dels servidors físics, així com dues propietats residencials a Trois-Rivières.[30]
  - Cazes és arrestat a Bangkok al seu habitatge a Phutthamonthon Sai 3 Road al districte de Thawi Watthana, que és escorcollat per la policia reial tailandesa, amb l'ajuda de l'FBI i la DEA.[4][28]
- 12 de juliol de 2017: el presumpte suïcidi de Cazes per penjament mentre estava detingut a la seu de l'Oficina de Supressió de Narcòtics de Tailàndia al districte de Laksi, Bangkok, es va descobrir a les 7 del matí. S'havia d'enfrontar a l'extradició dels Estats Units.[4][28]
- 16 de juliol de 2017: es va denunciar que la dona de Cazes havia estat acusada de blanqueig de capitals.[31][32]
- 20 de juliol de 2017; El fiscal general dels Estats Units, Jeff Sessions, anuncia el tancament del lloc.[33]
- 23 de juliol de 2017: s'entrevista el cap de l'Oficina de Supressió de Narcòtics i suggereix que aviat s'arrestaran més sospitosos.[34]

## Rellançament
Aviat el 8 d'agost de 2021, AlphaBay era en línia de nou. Els detalls de la nova web van fer-se públics després d'una conversa entre Wired i un usuari a través d'una conversa xifrada amb clau pública i que verificava l'usuari com a administrador del lloc web anterior per AlphaBay. Utilitzant l'àlies DeSnake, el venedor es descrivia com a cofundador del primigeni AlphaBay i afirmava estar operant ara el nou mercat, col·locant un èmfasi més alt en operacions de seguretat que l'anterior administrador, afirmant que no era tampoc una "tasca excessiva" pel que feia al lloc web.
Com a part del rellançament del lloc, s'han anunciat múltiples funcions noves i també noves regles. Entre les novetats destaquen AlphaGuard (que suposadament evita que els usuaris perdin fons fins i tot si es produeixen confiscacions a tots els servidors al mateix temps), un sistema automàtic per resoldre disputes entre compradors i venedors, l'ús exclusiu de carteres Monero i s'ofereixen miralls a la xarxa I2P. Pel que fa a les normes, els articles que s'han prohibit recentment a la venda inclouen vacunes contra la COVID-19, armes de foc, productes que contenen fentanil, pornografia i "serveis de sicari". A més, hi ha una prohibició de debats sobre qualsevol informació pública o privada relacionada amb els governs, organitzacions o pobles de Rússia, Belarús, Kazakhstan, Armènia i Kirguizstan. Això ha fet que s'hagi especulat que hi ha una connexió entre els operadors del lloc i els governs d'aquestes nacions.